# Rembrandtstraße 3

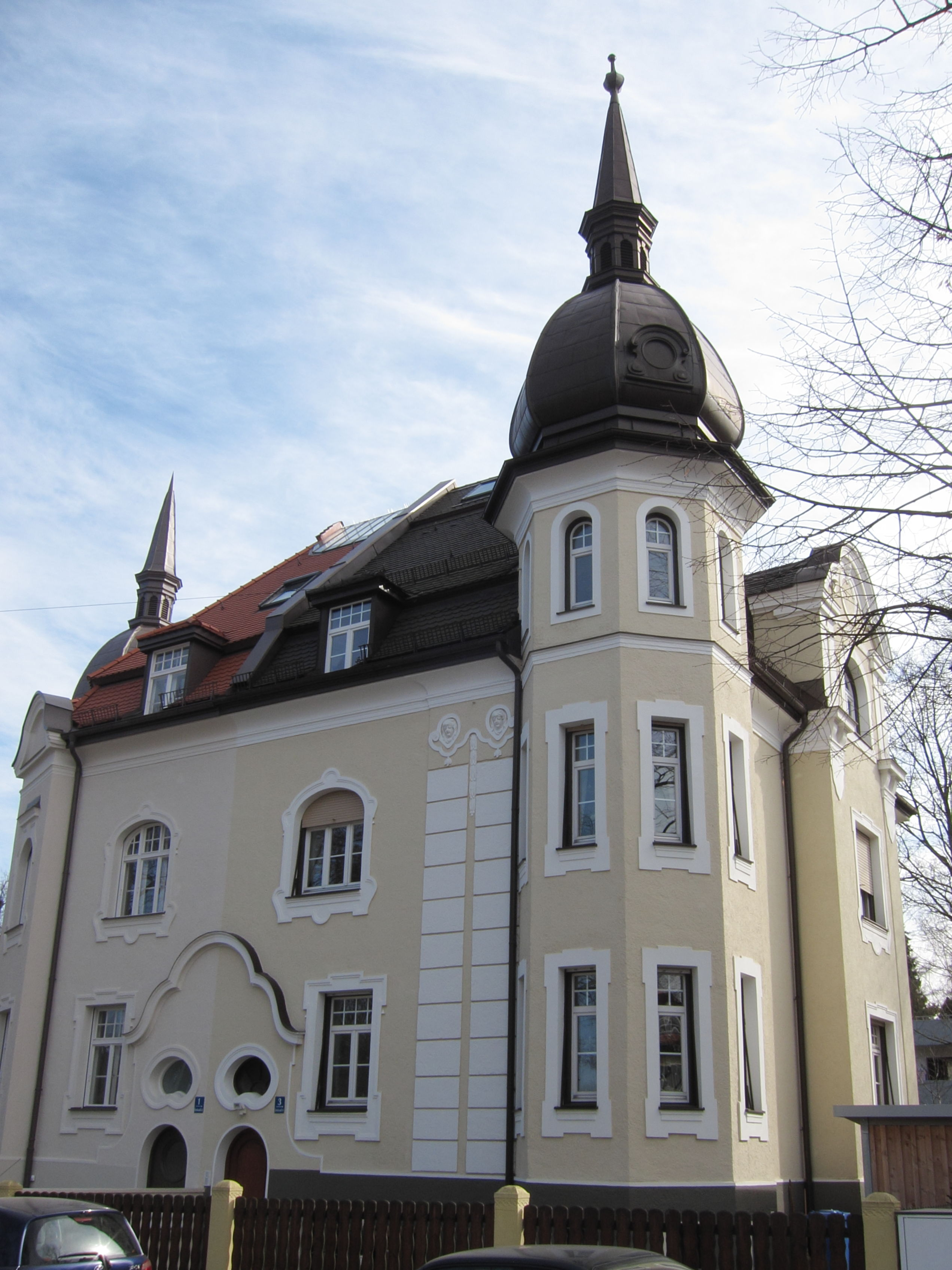
Haus Rembrandtstraße 3 in Pasing

Das Wohnhaus Rembrandtstraße 3 im Stadtteil Pasing der bayerischen Landeshauptstadt München wurde 1902/03 errichtet. Die Hälfte einer Doppelvilla mit der Nr. 1 an der Rembrandtstraße, die zur Villenkolonie Pasing II gehört, ist ein geschütztes Baudenkmal.
Das Wohnhaus im Stil der Neurenaissance wurde nach Plänen des Architekten Conrad Klinger erbaut, der auch der Bauherr war. Das zweigeschossige Haus mit Dachausbau besitzt einen Erkerturm mit Zwiebelhaube. Vor dem Bau des evangelischen Gemeindehauses mit Kindergarten und Wohnungen grenzte das Doppelhaus an die Himmelfahrtskirche. Die Treppenhäuser befinden sich in der Hausmitte beiderseits der Brandmauer. Auf jedem Stockwerk gibt es eine Wohnung mit Mittelkorridor.